# Michelsberg (Eifel)
Michelsberg (Muntele [Sf.] Mihail) are altitudinea de 588 m deasupra n.m. fiind cel mai înalt munte din regiunea orașului Bad Münstereifel, din landul Nordrhein-Westfalen, Germania. El este amplasat lângă Mahlberg și Schönau, aparține de masivul Munților Ahr din Eifel. Pe vârful lui se află o capelă catolică închinată arhanghelului Mihail. Capela este un loc de pelerinaj al credincioșilor din regiune, iar datorită peisajului oferit din turn este vizitat și de mulți turiști. Din turn se poate vedea de la munții  Siebengebirge până la Aremberg, cupola de bazalt a celor „Opt Vârfuri” din munții Hochthürmerberg, ca și Schneifel și Rureifel. Până prin anii 800 era aici practicată aici jertfa focului. Iarna muntele este la fel vizitat datorită locurilor bune pentru practicarea sporturilor de iarnă ca sanie sau schi.